# إدسون ريفاس
إدسون ريفاس (بالهولندية: Edson Rivas) هو لاعب كرة قدم فنزويلي، ولد في 23 أكتوبر 2001 في فنزويلا يلعب في نادي اميرالد الإماراتي. احترف في الإمارات في نادي فليتوود يونايتد ونادي اميرالد.

## وصلات خارجية
- إدسون ريفاس على موقع قاعدة بيانات كرة القدم.إي يو (الإنجليزية)
- إدسون ريفاس على موقع Soccerway.com (الإنجليزية)